# II Liceum Ogólnokształcące im. Marii Skłodowskiej-Curie w Sanoku
II Liceum Ogólnokształcące im. Marii Skłodowskiej-Curie w Sanoku – szkoła ponadpodstawowa z siedzibą w Sanoku.

## Budynek
W połowie lat 90. XIX wieku podjęto decyzję o utworzeniu ulicy Nowej (późniejsza ul. Adama Mickiewicza), przy której został zakupiony od Feliksa Gieli plac pod budowę gmachu szkoły. W 1896 przetarg na budowę szkół powszechnych wygrał przedsiębiorca Berl Fink. Pierwotnie propozycję trójkątnego rozmieszczenia budynku szkoły, gmachu „Sokoła” i restauracji u wejścia do parku (obecnie Plac Harcerski) wysunął przebywający w 6 czerwca 1896 w Sanoku architekt Arnold Röhring. Projekt budynku, umiejscowionego w ogrodach miejskich, z 1896 wykonał architekt miejski Władysław Beksiński. Obiekt od początku miał dwa piętra i był w kształcie litery C. Pierwotnie budynek figurował pod numerem konskrypcyjnym 311. Według stanu z 1931 gmach ówczesnej szkoły św. Jadwigi był pod numerami 9 i 11 ul. Adama Mickiewicza.
W okresie PRL przy budynku od strony ul. Mickiewicza było ogrodzenie, które usunięto. Przed rokiem szkolnym 1975/1976 elewacje budynku zostały odmalowane z pomocą dyrekcji Miejskiego Zarządu Budynków Mieszkalnych (MZBM). W 2008 dzięki staraniom władz powiatowych przywrócono pierwotny wygląd elewacji budynku, przedstawiony w projekcie W. Beksińskiego z 1896. Zostały odtworzone m.in. attyki (pierwotne istniały do lat 1970–1972). W 2011 zakończono gruntowy remont budynku, w ramach którego przy szkole powstało nowe boisko sportowe.
Budynek szkoły jest usytuowany w centrum miasta przy ulicy Adama Mickiewicza, otoczony od zachodu parkiem miejskim im. Adama Mickiewicza (u podnóża Góry Parkowej). Naprzeciw szkoły znajduje się kamienica przy ul. Kazimierza Wielkiego 8. Od strony północnej szkoła sąsiaduje z Placem Harcerskim, a od południowej z siedzibą Podkarpackiego Banku Spółdzielczego.
W latach 90. w budynku funkcjonował sanocki oddział Ligi Ochrony Przyrody.

## Historia

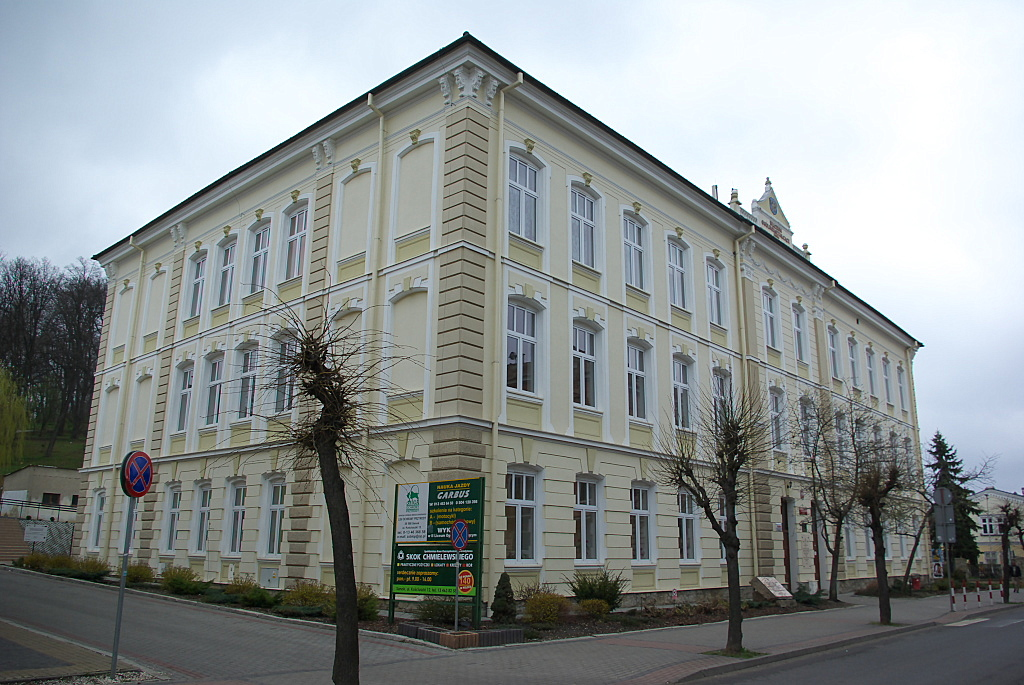
Widok od ulicy Adama Mickiewicza

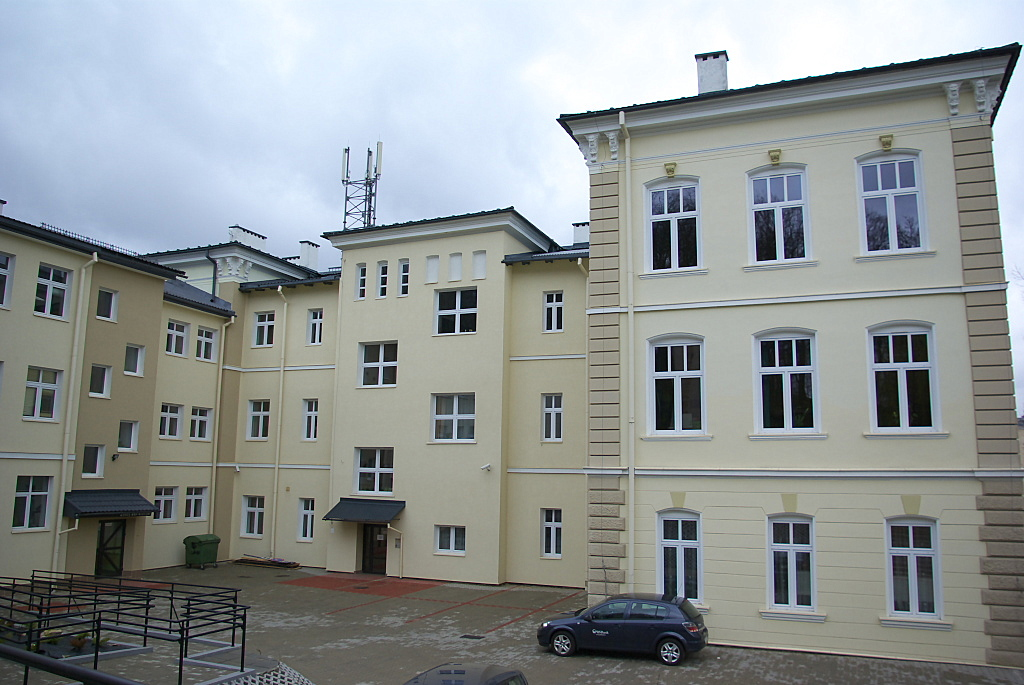
Dziedziniec szkoły (widok od parku)

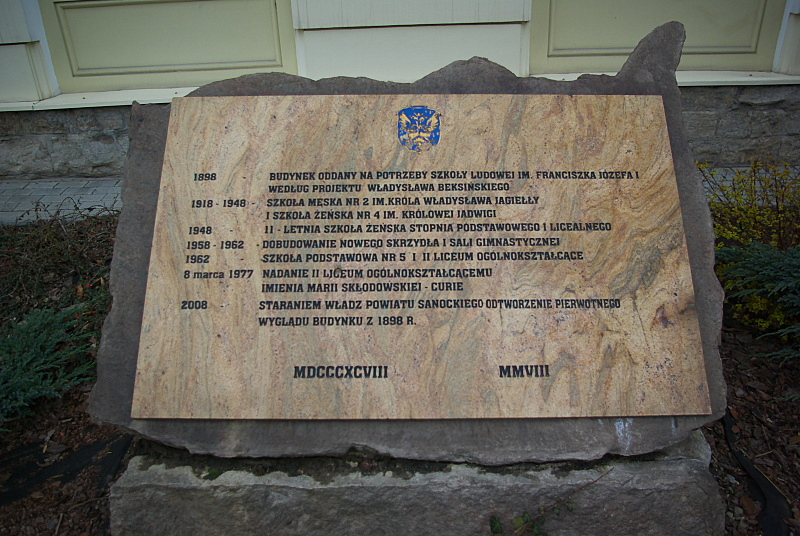
Kamień pamiątkowy upamiętniający kalendarium historii liceum położony przy budynku szkoły

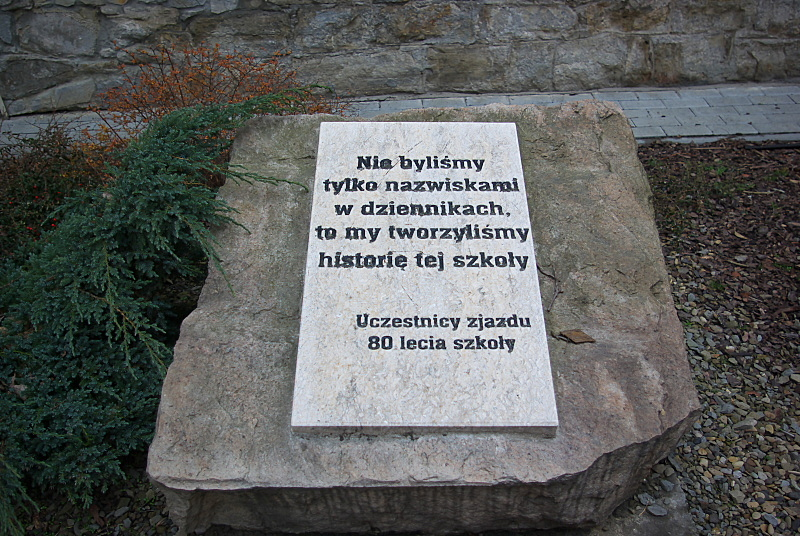
Kamień pamiątkowy ustanowiony przez absolwentów podczas obchodów jubileuszu 80-lecia szkoły w 2008

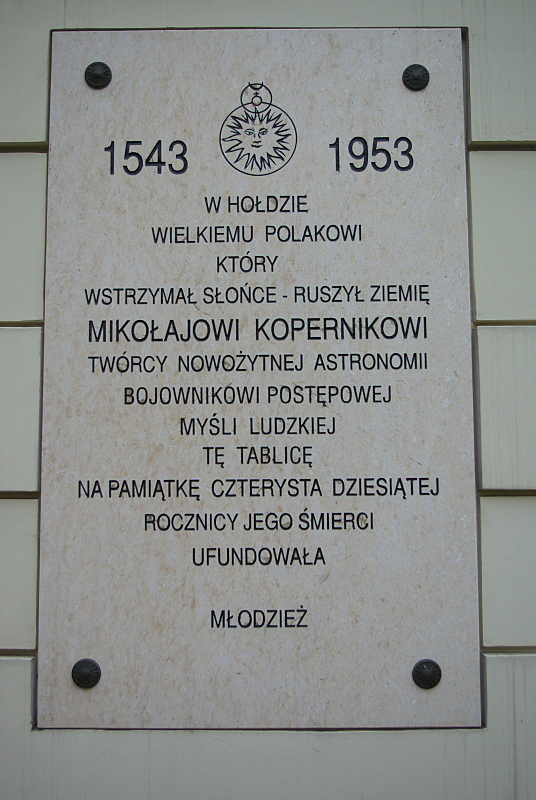
Tablica pamięci Mikołaja Kopernika

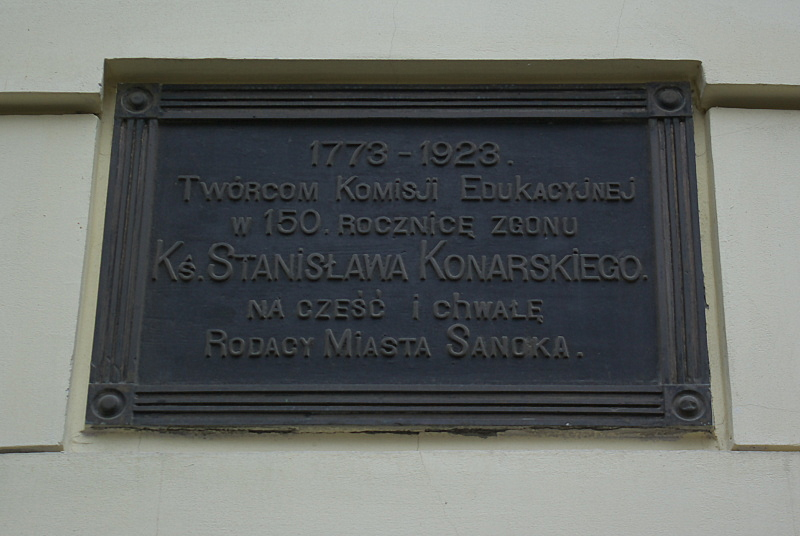
Tablica upamiętniająca KEN

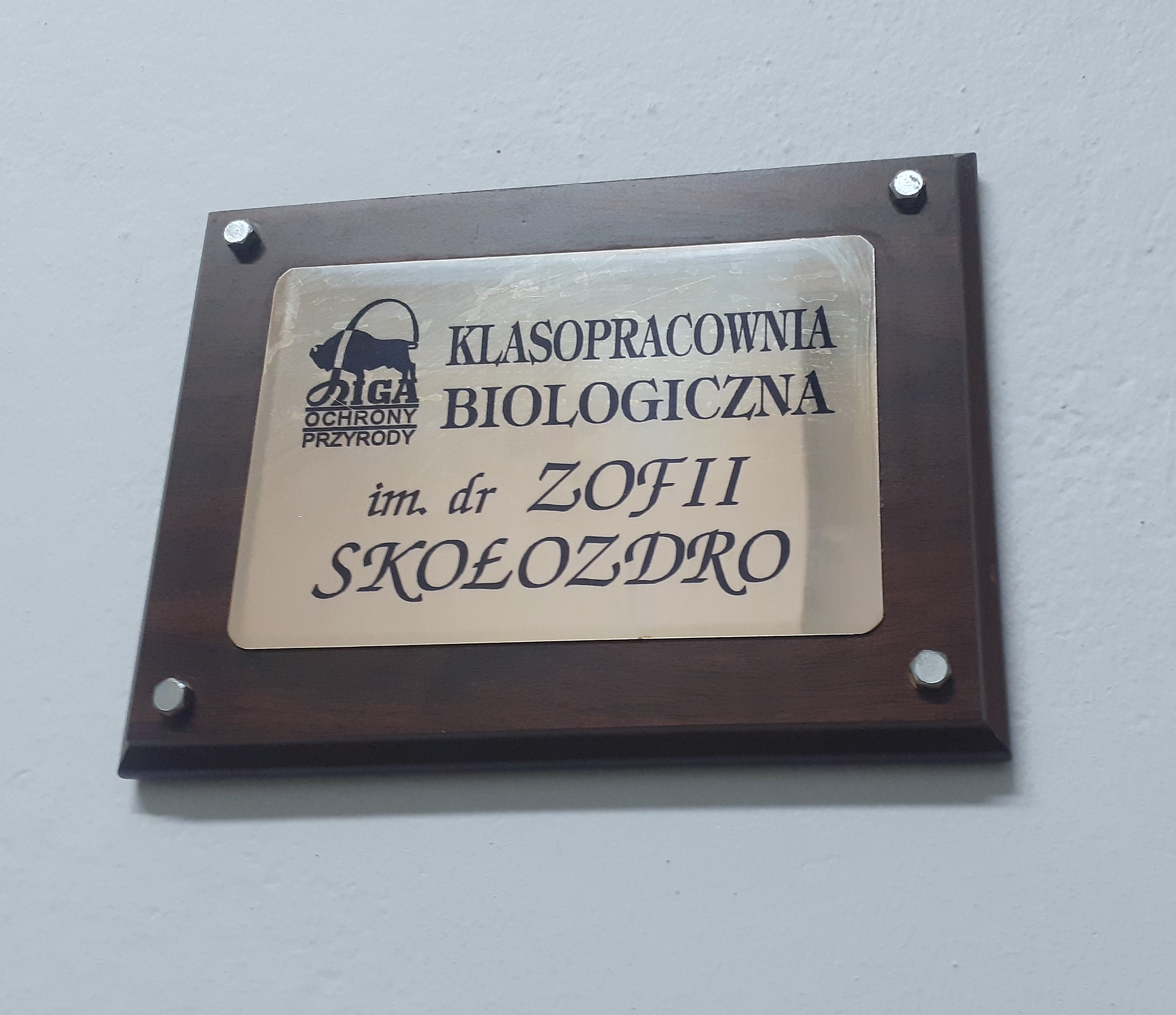
Klasopracownia Biologiczna im. Zofii Skołozdro w szkole

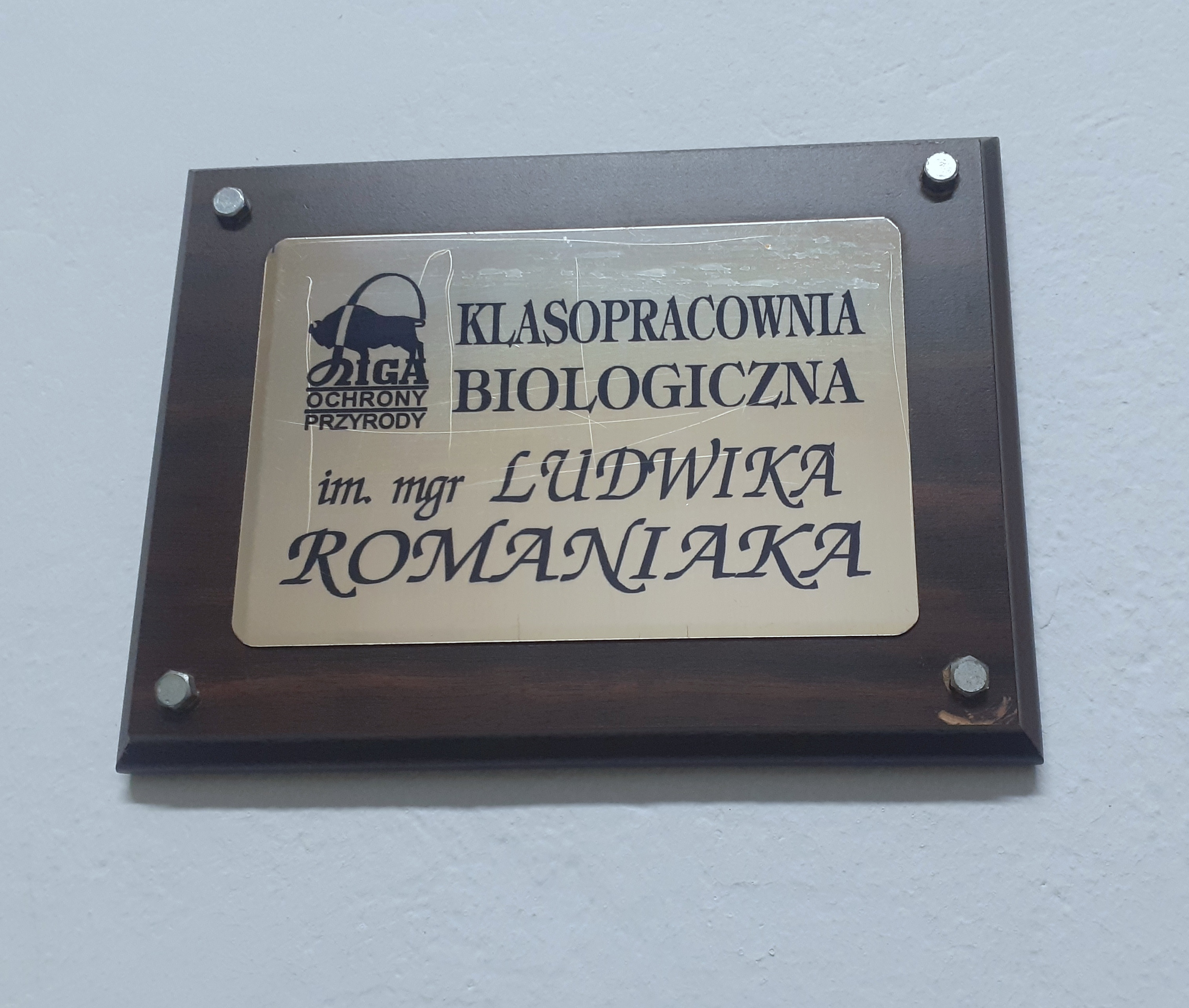
Klasopracownia Biologiczna im. Ludwika Romaniaka w szkole

W 1898, z okazji 50. rocznicy panowania Franciszka Józefa I Rada Miasta Sanoka podjęła decyzję o przekazaniu obiektu celem umieszczenie w nim szkół ludowych. Wskutek tego w 1898 powstała męska Szkoła Ludowa im. Franciszka Józefa I. Istnieje przekonanie, że podobno cesarz przekazał kwotę 1000 guldenów na budowę gmachu. W 1901 utworzono przy szkole Wyższy Instytut Naukowy Żeński (także Wyższy Instytut Naukowo-Wychowawczy Żeński). 11 listopada 1912 została powołana pięcioklasowa szkoła żeńska „Szkoła Żeńska nr 1 im. Królowej Jadwigi”, której dyrektorką była Teodozja Drewińska do 1927, a funkcję kierowniczki szkoły objęła po niej Matylda Wasylewicz sprawująca stanowisko do 1934.
Uchwałą Rady Miejskiej z 2 stycznia 1919 Szkoła Wydziałowa Męska im. Cesarza Franciszka Józefa I została przemianowana na Szkołę im. Króla Władysława Jagiełły. W latach II Rzeczypospolitej i do 1948 w budynku mieściły się dwie placówki: „Szkoła Męska nr 2 im. Króla Władysława Jagiełły” (wówczas największa w mieście; jej kierownikiem był Stanisław Niedzielski) oraz „Szkoła Żeńska nr 4 im. Królowej Jadwigi” (niem. Staatlisches Allgemeine „Königin Hedwig” Schule in Sanok). Gimnazjum Żeńskie użytkowało dodatkowo budynek nieopodal przy ulicy Emilii Plater 8 oraz budynek przy ulicy Tadeusza Kościuszki 36 (w latach 1932-1939 siedziba Prywatnego Polskiego Gimnazjum Żeńskiego im. Emilii Plater w Sanoku – w późniejszych latach do 1999 stanowił internat). Przed 1914 w gmachu szkoły funkcjonowała także Szkoła Przemysłowa Dokształcająca (Uzupełniająca), której kierownikiem był Władysław Sygnarski.
Po odzyskaniu przez Polskę niepodległości i nastaniu II Rzeczypospolitej w roku szkolnym 1922/1923 w miejsce Instytutu funkcjonowało „Miejskie Prywatne Seminarium Nauczycielskie Żeńskie w Sanoku”, które początkowo było ulokowane w kamienicy pod adresem Rynek 20 przy kościele franciszkanów, następnie przy ulicy Tadeusza Kościuszki, a potem umieszczone w budynki Szkoły im. Królowej Jadwigi przy ul. A. Mickiewicza. Jego dyrektorami byli: Jan Killar (1923–1929), Władysław Dajewski (1929–1930), Adam Potapiński (1930–1932), Józef Rolski (1932–1934).
W okresie II RP liczne dziewczęta uczęszczały do Państwowego Gimnazjum Męskiego im. Królowej Zofii przy pobliskiej ulicy Jana III Sobieskiego 5. Z myślą o samodzielnej placówce żeńskiej 22 marca 1928 Kuratorium Lwowskie w wyniku postanowienia zdecydowało utworzyć „Prywatne Gimnazjum Żeńskie im. Emilii Plater w Sanoku”. Rok szkolny 1927/1928 uważa się za historyczny początek istnienia obecnej placówki II Liceum, które uznaje się za kontynuatora Gimnazjum Żeńskiego. Od 1932 w szkole istniała możliwość zdawania matury w związku z uzyskaniem statusu szkoły publicznej. Uczennicami szkoły były dziewczęta z różnych grup społecznych oraz wyznaniowych. Z uwagi na rygor stosowany w szkole (opracowano m.in. program wychowawczy w 1931), obowiązek jednolitego umundurowania gimnazjum żeńskie było określane potocznie jako „klasztor” (przydomek utrzymał się przez następne dziesięciolecia). Pomimo tego wizytacja Kuratorium Lwowskiego przeprowadzona na przełomie 1935/1936 wykazała nieprawidłowości i krytycznie oceniła działalność gimnazjum. W związku z tym po roku szkolnym z funkcji dyrektora ustąpił Stefan Lewicki, a w październiku 1936 wakujące stanowisko objęła przybyła z Prywatnego Gimnazjum im. Zofii Strzałkowskiej we Lwowie, Zofia Skołozdro. Nowa dyrektorka, która kierowała szkołą do 1939, wprowadziła restrykcyjne zasady wychowawcze oraz karność. Do tego czasu szkoła, po reformie jędrzejewiczowskiej, funkcjonowała jako „Prywatne Liceum i Gimnazjum Ogólnokształcące Żeńskie im. Emilii Plater w Sanoku”. W roku szkolnym 1938/1939 gimnazjum i liceum posiadały uprawnienia państwowych gimnazjów ogólnokształcących i liceów ogólnokształcących.
Podczas II wojny światowej w budynku szkoły mieścił się niemiecki szpital polowy. W tym czasie nauczyciele zaangażowali się w tajne nauczanie, które w Sanoku organizowane było głównie przez Zofię Skołozdro i Jadwigę Zaleską). Po zakończeniu działań wojennych budynek był zdewastowany. W 1944 zostało zniesione szkolnictwo prywatne, na krótko połączone sanockie gimnazja żeńskie i męskie –  do 31 stycznia 1946 funkcjonowało Koedukacyjne Gimnazjum i Liceum im. Królowej Zofii, powstałe z połączenia dawnego gimnazjum żeńskiego przy ulicy Adama Mickiewicza i gimnazjum męskiego przy ul. Jana III Sobieskiego 5. Od 1946 do 1949 wśród maturzystów prócz dziewcząt byli także chłopcy. W lutym 1946 zarządzenie Ministra Oświaty powołało do życia Państwowe Gimnazjum i Liceum Ogólnokształcące Żeńskie. Dyrektorką szkoły została Zofia Skołozdro i pozostała na tej funkcji do 1970.
W 1948 został wprowadzony nowy system w szkolnictwie (w jego toku gimnazja i licea były łączone w jednolite szkoły ogólnokształcące stopnia podstawowego i licealnego; obejmowały 7 klas szkoły podstawowej i 4 klasy licealne – łącznie 11 w numeracji I-XI). W związku z tym Gimnazjum i Liceum Żeńskie oraz Szkoła Żeńska nr 4 im. Królowej Jadwigi przestały występować samodzielnie i zostały przyłączone do 11-letnich szkół: żeńskiej, działającej jako „Szkoła Żeńska Stopnia Podstawowego i Licealnego” (od 1948 w siedzibie przy ulicy Adama Mickiewicza 11); natomiast Szkoła Męska nr 2 im. Króla Władysława Jagiełły scalona w ramach Państwowej Szkoły Męskiej Stopnia Podstawowego i Licealnego (przy ulicy Jana III Sobieskiego 5, którego nazwę zmieniono następnie na Gimnazjum nr 2). Nowa szkoła SPiL została umieszczona na stałe w budynku przy ulicy Adama Mickiewicza 11. W latach 1958–1962 budynek był siedzibą szkoły podstawowej oraz II liceum ogólnokształcącego. W tym okresie do głównego budynku dobudowano nowe skrzydło oraz salę gimnastyczną. Do 1962 do liceum uczęszczały tylko dziewczęta, od tego roku dopuszczono także chłopców (przyjmowanych z 11-letniej szkoły); którzy zdawali jako pierwsi maturę w 1966.
Reforma szkolnictwa z 1961 zreorganizowała system nauczania: wydłużono naukę w szkołach podstawowych (8 klas) i przywrócono licea ogólnokształcące (4 klasy). W Sanoku w 1965 utworzono równolegle Szkołę Podstawową nr 5 i II LO przy ul. Adama Mickiewicza (oraz równolegle Szkołę Podstawową nr 4 i I LO przy ul. Jana III Sobieskiego 5). Gdy w 1973 I LO uniezależniono i przeniesiono do nowej siedziby jako I Liceum Ogólnokształcące im. Komisji Edukacji Narodowej w Sanoku, SP 5 przestała istnieć i została przyłączona do SP 4. Od tego czasu II LO jest jedynym edukacyjnym użytkownikiem budynku.
W okresie PRL zakładem opiekuńczym dla szkoły był Zakład Modernizacyjno-Budowlany w Sanoku. Podczas uroczystości w dniu 8 marca 1977 II liceum otrzymało patronat Marii Skłodowskiej-Curie. Tego samego dnia szkoła otrzymała sztandar, udekorowany wówczas Odznaką „Zasłużony dla Sanoka”. W tym samym roku odbyły się uroczystości z okazji jubileuszu 30-lecia reaktywowania gimnazjum żeńskiego. W latach 1946–1987 egzamin dojrzałości uzyskało w szkole 3479 osób.
19 lipca 1984 odbył się Zjazd Koleżeński Wychowanek i Absolwentek Miejskiego Prywatnego Seminarium Nauczycielskiego Żeńskiego w Sanoku z okazji 60-lecia zakładu (1924–1984) i 50-lecia ostatniej matury (1934–1984).
2 kwietnia 1996 zorganizowano sesję popularnonaukową z okazji obchodów jubileuszu 50-lecia szkoły, w trakcie których imieniem Zofii Skołozdro nazwano salę nr 28, zaś imieniem Ludwika Romaniaka nazwano pracownię biologiczną w sali nr 30. W marcu 2003 miały miejsce obchody 75-lecia istnienia szkoły. W 2007 zostało zarejestrowane Stowarzyszenie Absolwentów i Sympatyków II Liceum Ogólnokształcącego im. Marii Skłodowskiej-Curie w Sanoku. W dniach 28-29 czerwca 2008 odbyły się obchody 80-lecia szkoły. Z tej okazji miał miejsce oficjalny Zjazd Absolwentów szkoły. W uroczystościach uczestniczyło ok. 1200 absolwentów, w jego trakcie odbyła się uroczysta msza św. koncelebrowana przez 14 kapłanów-absolwentów, najstarsza, 91-letnia uczestniczka zjazdu zdała maturę w 1935. Szacowana liczba absolwentów na przestrzeni 80 lat do zjazdu wyniosła ok. 4800 osób.
W 1991 szkoła nawiązała współpracę ze szkołą średnią z miasta partnerskiego Sanoka w Östersund (Szwecja). W 1995 przypadł jubileusz 50-lecia istnienia szkoły: 2 kwietnia odbyła się sesja popularnonaukowa, a 30 kwietnia – oficjalne obchody.
Rok szkolny 2011/2012 ogłoszono rokiem Rokiem Marii Skłodowskiej-Curie w II LO w Sanoku (w związku z ustanowieniem Roku Marii Skłodowskiej-Curie w Polsce). W listopadzie 2012 II LO w Sanoku otrzymało tytuł „Solidarnej Szkoły 2012” w kategorii „szkoły ponadgimnazjalne w miastach powyżej 20 tys. mieszkańców”.
9 marca 2018 odbyły się obchody z okazji 90-lecia istnienia szkoły.

## Dyrektorzy
- Teodozja Drewińska (Szkoła Żeńska nr 1 im. Królowej Jadwigi)
- Stanisław Niedzielski (do 1926)[52], Władysław Kreowski 1933–1939[53] (Szkoła Męska nr 2 im. Króla Władysława Jagiełły)
- dr Józef Hukiewicz (do 30.11.1928)
- dr Wincenty Jasiewicz (01.12.1928–31.08.1929)
- dr Józef Hukiewicz (1929–31.08.1931)
- Stefan Lewicki (01.09.1931–31.08.1936)
- dr Zofia Skołozdro (18.10.1936–31.08.1939)
- dr Jan Świerzowicz (1944–1945)
- dr Zofia Skołozdro (1946–1970)
- Stanisław Obara (01.09.1970–31.08.1999)[54]
- Marek Cycoń (01.09.1999–2019)[55][56]
- Joanna Połdiak (2019–2020)[57]
- Marek Cycoń (2020–2025)[58][59]
- Magdalena Dziuban (2025-)[60]

(Na podstawie materiałów źródłowych).

## Nauczyciele
- Władysław Kreowski, Franciszek Moszoro, ks. Jakub Mikoś, Roman Sandecki – nauczyciele w Szkole Męskiej nr 2 im. Króla Władysława Jagiełły)[63]
- ks. Franciszek Witeszczak – katecheta w Szkole Żeńskiej nr 4 im. Królowej Jadwigi)[64]
- Matylda Wasylewicz – nauczycielka i kierowniczka szkoły im. Królowej Jadwigi
- Prywatne Polskie Gimnazjum Żeńskim im. Emilii Plater oraz Miejskie Prywatne Seminarium Nauczycielskie Żeńskim w Sanoku: dr Aleksander Codello (historia), Tadeusz Miękisz (historia, geografia), Józef Rolski (matematyka), Franciszek Wanic (język łaciński), Bolesław Briks (fizyka, chemia), dr Józef Hukiewicz, Adam Pytel (obaj język niemiecki), Włodzimierz Czajkowski (język ruski), Karol Zaleski (higiena, biologia), Jadwiga Zaleska (ćwiczenia), Marian Szajna (wychowanie fizyczne), Matylda Wasylewicz (opiekunka kursów), ks. Franciszek Witeszczak, ks. Jakub Mikoś (katecheci rz.-kat.), ks. Stepan Wenhrynowycz (katecheta gr.-kat.)[65][66][67], Leon Getz[68]
- Nestor Lenczyk (1901-1969, ojciec Oresta) – nauczyciel matematyki, fizyki, astronomii[69]
- Emilia Słuszkiewicz (1887-1982) – nauczycielka w latach 1918-1923[70]
- Adam Puzoń – nauczyciel języka angielskiego
- Wanda Wojtuszewska – nauczycielka matematyki
- Helena Kosina (1900-2000) – nauczycielka języka polskiego w latach 1946–1957[71][72]
- Szymon Słomiana (1910-1959) – nauczyciel historii i W. o S. w latach 1949-1959
- Maria Hrycaj (1911-2007) – nauczycielka biologii i geografii od 1946[73]
- dr Maria Myćka-Kril, nauczycielka historii od 1959[74]
- Józef Bogaczewicz (1904-1991) – nauczyciel chemii
- Jadwiga Kubrakiewicz (1907-1978) – nauczycielka języka polskiego w latach 1946-1970[75]
- Wanda Kubrakiewicz (1912-1994) – nauczycielka języka łacińskiego w latach 1945–1954[75]
- Helena Grabowska – nauczycielka i zastępca dyrektora w latach 60. i 70.[76][77]
- Leszek Ciuk – wychowanie fizyczne
- Andrzej Brygidyn – historyk, wydawca
- Ludwik Romaniak (1930-1990, nauczyciel biologii)
- Jan Łuczyński – nauczyciel historii
- Wojciech Blecharczyk (ur. 1962) – nauczyciel biologii

(Na podstawie materiału źródłowego).

## Uczniowie i absolwenci
- Franciszek Ambicki (1900–1940) – funkcjonariusz Policji Państwowej, ofiara zbrodni katyńskiej (absolwent Szkoły Ludowej im. Franciszka Józefa I)
- Adam Bratro (1900-1920) – harcerz, podporucznik piechoty Wojska Polskiego, zginął w wojnie polsko-bolszewickiej, odznaczony Orderem Virtuti Militari (uczęszczał do Szkoły Ludowej im. Franciszka Józefa I)
- Andrzej Szczudlik (1900-1971) – działacz robotniczy, socjalistyczny i komunistyczny, starosta powiatu sanockiego, poseł na Sejm PRL II kadencji (ukończył klasy 5-7 szkoły wyższej ponadpowszechnej)[79]
- Antoni Żubryd (1918-1946) – podoficer piechoty Wojska Polskiego, major Narodowych Sił Zbrojnych, dowódca oddziału partyzanckiego NSZ – „Zuch” (ukończył Szkołę Męską nr 2 im. Króla Władysława Jagiełły[80])
- Maria Hrycaj (1911-2007) – nauczycielka, także tajnego nauczania, w czasie okupacji działająca w AK pod pseudonimem „Azalia Pontyńska”, żona Zygmunta Żyłki-Żebrackiego (absolwentka Gimnazjum Żeńskiego im. Emilia Plater w 1931[81])
- Zofia Bandurka (1913-1993) – nauczycielka (absolwentka Gimnazjum Żeńskiego im. Emilii Plater w 1932[82]).
- Danuta Domańska, po mężu Kaczorowska (1914-2017) – lekarz pediatra (absolwentka Gimnazjum Żeńskiego im. Emilia Plater w 1932[82])
- Maria Stok – córka Franciszka Stoka, łączniczka oddziału partyzanckiego OP-23 AK, zginęła w niemieckim obozie Auschwitz-Birkenau w 1944 (absolwentka Gimnazjum Żeńskiego im. Emilii Plater w 1934[82]
- Jarosława Bandera, z domu Opariwska (1917–1977) – żona Stepana Bandery, sportsmenka, członkini OUN i organizacji ukraińskich (absolwentka Gimnazjum Żeńskiego im. Emilii Plater w 1936[83])
- Danuta Przystasz (1920-2019) – uczestniczka powstania warszawskiego, współorganizatorka organizacji kobiecej Związek Kobiet Czynu (absolwentka Gimnazjum Żeńskiego im. Emilii Plater w 1938[83][84], maturę uzyskała 2 stycznia 1942 w ramach tajnego nauczania w Sanoku[85][86])
- Paweł Kosina (1927-2013), sędzia, genealog, współtwórca Stowarzyszenia Rodu Duninów, syn Jana Kosiny (absolwent liceum z 1947[87])
- Teodozjusz Starak – dyplomata (uczeń szkoły powszechnej przed 1945)[88]
- Janina Lewandowska (ur. 1936), z domu Najsarek – polonistka, działaczka instytucji kulturalnych (absolwentka II LO z 1954[89])
- Jolanta Jakima-Zerek (ur. 1944) – malarka i ilustratorka, wykładowczyni Politechniki Rzeszowskiej (absolwentka II LO z 1961[90])
- Barbara Adamiak, z domu Wojtowicz (ur. 1949) – profesor zwyczajny nauk prawnych, wykładowca akademicki, specjalistka prawa administracyjnego i postępowania administracyjnego, sędzia Naczelnego Sądu Administracyjnego (absolwentka II LO z 1966[91])
- Jacek Chrobaczyński (ur. 1948) – profesor zwyczajny nauk humanistycznych, wykładowca akademicki, specjalista od historii najnowszej Polski i historii powszechnej (absolwent II LO z 1966[91])
- Ireneusz Zarzycki (ur. 1950) – polityk, działacz związkowy, senator III i IV kadencji (absolwent II LO z 1968[91])
- Stanisław Bieleń (ur. 1953) – politolog, profesor nauk społecznych (absolwent II LO z 1972[92])
- Jerzy Wojtowicz (ur. 1952) – artysta malarz, konserwator dzieł sztuki (absolwent II LO z 972[92]
- Anna Hałas, z domu Kafara (ur. 1955) – samorządowiec, wójt gminy Sanok (absolwentka II LO z 1974[93])
- Marian Kutiak (ur. 1956) – socjolog kultury, antropolog kulturowy, dziennikarz, dokumentalista (absolwent II LO z 1975[93])
- Jerzy Ferdynand Adamski (ur. 1957) – historyk regionalista, samorządowiec (absolwent II LO z 1976[94]).
- Bogdan Huk (ur. 1964) – dziennikarz (uczeń szkoły w latach 1979-1982)
- Jacek Kucaba (ur. 1961) – rzeźbiarz, profesor w zakresie sztuk plastycznych. (absolwent II LO z 1980[95])
- Tadeusz Nabywaniec (ur. 1964) – filolog polski, nauczyciel, samorządowiec, polityk, radny powiatu sanockiego (absolwent II LO z 1984[96])
- Edmund Kramarz (ur. 1969) – lekkoatleta, biegacz długodystansowy, srebrny medalista mistrzostw Polski w biegu maratońskim (absolwent II LO z 1988[97])
- Artur Andrus (ur. 1971) – dziennikarz, poeta, autor tekstów piosenek, artysta kabaretowy (absolwent II LO z 1990[98])
- Marek Balawajder (ur. 1973) – dziennikarz, dyrektor informacji radia RMF FM[99] (absolwent II LO z 1992[100])
- Sylwester Stabryła (ur. 1975) – malarz, grafik i rysownik (absolwent II LO z 1994[101])
- Marek Wojnarowski – duchowny rzymskokatolicki (absolwent II LO z 1994[101])
- Piotr Uruski (ur. 1976) – doktor nauk historycznych, nauczyciel, samorządowiec, polityk, radny powiatu sanockiego, wiceburmistrz Sanoka, poseł na Sejm RP (absolwent II LO z 1995[101][102])
- Marcin Karczyński (ur. 1978) – kolarz górski, drugi w historii wychowanek sanockiego sportu uczestniczący w igrzyskach olimpijskich i pierwszy startujący na olimpiadzie letniej (absolwent II LO z 1997[103])
- Elżbieta Mazur (ur. 1979) – dziennikarka radiowa[104] (absolwentka II LO z 1997[103])
- Anna Ryniak (ur. 1980) – kolarka górska, brązowa medalistka mistrzostw Polski juniorów w kolarstwie górskim z 1997[105], reprezentantka kraju[106] (uczennica II LO[107][a])
- Maciej Kandefer – akordeonista (absolwent II LO z 1999[108])
- Edyta Bieńczak – dziennikarka radiowa[109] (absolwentka liceum w 2003[110])
- Maciej Bielec (ur. 1995) – hokeista
- Konrad Ćwikła (ur. 1995) – hokeista
- Kamil Olearczyk (ur. 1995) – hokeista
- Radosław Sawicki (ur. 1995) – hokeista
- Piotr Naparło (ur. 1996) – hokeista

(Na podstawie materiału źródłowego)

## Upamiętnienia
Kamienie pamiątkowe
- Kamień pamiątkowy upamiętniający zjazd absolwentów w 80-lecie istnienia szkoły w 2008 z inskrypcją na tablicy „Nie byliśmy tylko nazwiskami w dziennikach, to my tworzyliśmy historię tej szkoły – uczestnicy zjazdu 80-lecia szkoły”. Umieszczony przy wschodniej fasadzie budynku szkoły. Odsłonięty podczas Zjazdu Absolwentów 28 czerwca 2008.
- Kamień pamiątkowy upamiętniający kalendarium historii liceum (1898-2008), wypisany na tablicy. Umieszczony przy wschodniej fasadzie budynku szkoły.

Tablice pamiątkowe
- Tablica upamiętniająca Komisję Edukacji Narodowej i Stanisława Konarskiego z inskrypcją: „1773-1928 Twórcom komisji edukacyjnej w 150. rocznicę zgonu ks. Stanisława Konarskiego na cześć i chwałę rodacy miasta Sanoka”. Została ufundowana przez społeczeństwo Sanoka, odsłonięta w 1923[114].
- Tablica pamiątkowa ku czci Mikołaja Kopernika. Ustanowiona w 410. rocznicę śmierci (1543-1953). Inskrypcja o treści: „1543 1953. W hołdzie wielkiemu Polakowi, który wstrzymał Słońce – ruszył Ziemię, Mikołajowi Kopernikowi, twórcy nowożytnej astronomii, bojownikowi postępowej myśli ludzkiej, tę tablicę na pamiątkę czterysta dziesiątej rocznicy jego śmierci ufundowała młodzież”[115]. Odsłonięta w 1953, ufundowana przez młodzież[116].
- Tablica NSZZ Solidarność, Komisja Międzyzakładowa Pracowników Oświaty i Wychowania.
- Tablica poświęcona pamięci Wojciecha Słodkowskiego, współtwórcy sanockich obozów dziennikarskich[117]. Odsłonięta 16 września 2013, ufundowana przez Starostwo Powiatowe w Sanoku, zawiera motto Skłodkowskiego: „Chcesz wiedzieć – pytaj”, jego zdjęcie i krótki biogram[118].

## Wyróżnienia
- Medal i dyplom przyznane przez Komitet Główny Olimpiady Biologicznej (1982)[119]
- „Jubileuszowy Adres” (1984)[120]